# Martin Gray
Martin Gray, pseudonimo di Mietek Grajewski (Varsavia, 27 aprile 1926 – Ciney, 25 aprile 2016), è stato uno scrittore polacco naturalizzato statunitense, superstite dell'Olocausto.
Ebreo polacco, il suo nome è conosciuto per aver raccontato il dramma d'aver perduto la sua famiglia due volte nel libro-testimonianza In nome dei miei, la prima volta nel campo di sterminio nazista, la seconda in un incendio della propria casa nel Sud della Francia. Queste memorie, redatte coll'aiuto dello storico Max Gallo, sono state oggetto di una controversia, tacciate di fabbricazione in ragione della mistura di realtà e finzione da Gitta Sereny e Pierre Vidal-Naquet.

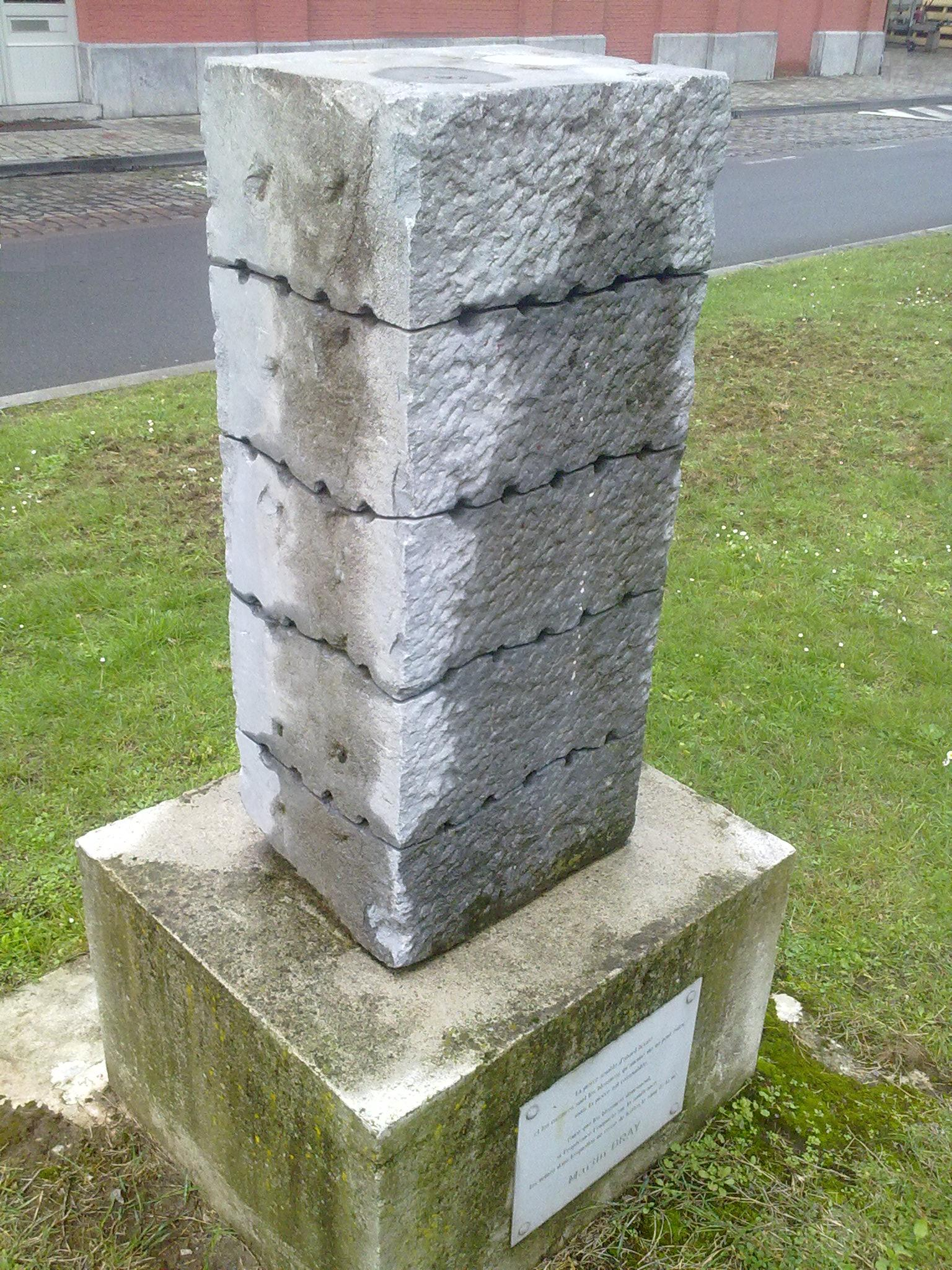
Monumento a Martin Gray, Brussels, Stalle Train Station

## Biografia

### L'esperienza nella Seconda guerra mondiale
Nato nel 1922, ha diciassette anni all'inizio della Seconda guerra mondiale. A seguito della occupazione della Polonia attuata da tedeschi e sovietici, viene trasferito dai nazisti con tutta la famiglia nel Ghetto di Varsavia, in cui suo padre lavora al Judenrat; trova il modo per uscire dal ghetto corrompendo soldati tedeschi e collaborazionisti vari, e diventa così un contrabbandiere.
Più volte al giorno, con il tram fa la spola per portare dei prodotti alimentari all'interno del ghetto.
In occasione di un'incursione dei nazisti all'interno del ghetto, suo padre viene catturato per essere deportato.
Grazie alle sue conoscenze, Martin gli salva la vita aiutandolo a fuggire.
Più tardi, insieme a sua madre e ai suoi due fratelli, viene deportato a Treblinka dove sua madre ed i suoi fratelli vengono immediatamente uccisi.
Data la sua ottima forma e salute fisica non viene ucciso, e lavora in diversi kommandos, fra cui i Sonderkommandos incaricati di estrarre i corpi dalle camere a gas.
Riesce, nascondendosi sotto un camion, a lasciare il terribile campo interno degli orrori di Treblinka, e rientrare nel settore esterno del campo per lavorare nell'area dedicata alla ricezione dei deportati.
Lavora allora in un kommando incaricato di separare la biancheria e caricarla nei vagoni.
Riesce così a fuggire da Treblinka nascondendosi in un vagone.
Di notte, si getta fuori del treno ed attraversa diversi villaggi dove informa la popolazione di ciò che avviene a Treblinka, senza essere creduto da nessuno.
Al suo ritorno a Varsavia, ha l'immensa gioia di trovare suo padre, che credeva morto, ma che sarà abbattuto dinanzi ai suoi occhi, poco tempo dopo, in occasione dell'insurrezione del ghetto.
Si arruola nell'Armata Rossa con i gradi da capitano, per meriti militari ottenuti sul campo combattendo con i partigiani polacchi contro i nazisti.
Finirà la guerra, partecipando e combattendo con l'Armata Rossa per la liberazione della capitale tedesca dai nazisti (30 aprile 1945).

### Dopo la guerra
Abbandona l'esercito dell'Armata Rossa e decide di andare a raggiungere la nonna materna a New York nel 1947.
Raggiunge la ricchezza economica vendendo ad antiquari americani porcellane e lampadari che fa fabbricare in Europa.
Conquista nel 1959 l'amore di Dina BensvanderBerg Cult (modella di rilievo negli anni cinquanta), che diventa sua moglie.
Si installano nel Sud-Est della Francia, a Tanneron, non lontano da Cannes sulla Costa Azzurra.
Il 3 ottobre 1970, in occasione dell'incendio del Tanneron, perde tragicamente sua moglie ed i suoi quattro figli.
Sul filo del suicidio, riceve una telefonata anonima molto offensiva dai toni razzisti; decide così di farsi forza e continuare a lottare per diventare un testimone e trovare ancora una volta la volontà di sopravvivere dove la scrittura diventa per lui una forma di terapia.9
Da allora, il Signor Martin Gray si è risposato due volte ed è padre di cinque figli.
Nel 2001, dopo oltre quaranta anni passati a Tanneron, pare che Martin Gray si sia trasferito temporaneamente in Belgio, a Bruxelles., per stabilirsi, all'età di 86 anni a Cannes accanto ai suoi cinque figli.
È scomparso nel 2016 all'età di 89 anni nella sua casa in Belgio.

### Fondazione Dina Gray
Preoccupandosi di far vivere la memoria dei suoi cari, creò la Fondazione Dina Gray a vocazione ecologica, incaricata di lottare contro gli incendi di foreste e per la protezione dell'uomo attraverso il miglioramento delle sue condizioni di vita.
Martin Gray è stato per molti anni il presidente dell'Arco de La Défense a Parigi (1989-2001).
Nonostante una dozzina di lavori pubblicati, Martin Gray dice di non considerarsi un autore, ma un testimone.
"Non scrivo, grido" affermò in un'intervista.
Fu membro del comitato di garanzia del coordinamento francese per il decennio della cultura di pace e della non-violenza.
Dalle sue vicende sono stati tratti i film In nome dei miei di Robert Enrico (1983), e Seeking Martin Gray di Frits Vrij (2007).

## Opere
- In nome dei miei (Au nom de tous les miens, 1971), Testo raccolto da Max Gallo, Collana La Scala, Milano, Rizzoli, 1984, ISBN 9788817854085.
- La prière de l'enfant, (ISBN 2-266-06854-7)
- La maison humaine, (ISBN 2-221-04640-4)
- Le nouveau livre, (ISBN 2-221-00528-7)
- La vie renaitra de la nuit, (ISBN 2-221-06304-X)
- Le livre de la vie, (ISBN 2-266-07918-2)
- Les forces de la vie, (ISBN 2-221-00206-7)
- Vivre debout, (ISBN 2-221-07723-7)
- Les pensées de notre vie, (ISBN 2-232-11348-5)
- Entre la haine et l'amour, (ISBN 2-221-06969-2)
- J'écris aux hommes de demain, (ISBN 2-221-01277-1)
- Au nom de tous les hommes, (ISBN 2-268-05182-X)

## Citazioni
- "L'uomo, qualunque sia, porta in lui la furia assassina dell'animale." (In nome dei miei)
- "Non c'è stanchezza per colui che crea."
- "Non c'è totalità se si è un albero isolato, è la foresta che dà un senso all'albero e che lo rende vigoroso."

## Onorificenze
- 2007 - cittadino onorario del Comune di Uccle, in Belgio.